# Municipio de Shannon (condado de Atchison)
El municipio de Shannon (en inglés: Shannon Township) es un municipio ubicado en el condado de Atchison en el estado estadounidense de Kansas. En el año 2010 tenía una población de 1282 habitantes y una densidad poblacional de 9,36 personas por km².

## Geografía
El municipio de Shannon se encuentra ubicado en las coordenadas 39°35′54″N 95°9′22″O / 39.59833, -95.15611. Según la Oficina del Censo de los Estados Unidos, el municipio tiene una superficie total de 136.99 km², de la cual 135,66 km² corresponden a tierra firme y (0,97 %) 1,33 km² es agua.

## Demografía
Según el censo de 2010, había 1282 personas residiendo en el municipio de Shannon. La densidad de población era de 9,36 hab./km². De los 1282 habitantes, el municipio de Shannon estaba compuesto por el 97,35 % blancos, el 0,31 % eran afroamericanos, el 0,39 % eran amerindios, el 0,16 % eran asiáticos, el 0,31 % eran de otras razas y el 1,48 % eran de una mezcla de razas. Del total de la población el 1,87 % eran hispanos o latinos de cualquier raza.